# Punta Resolución
La punta Resolución (en inglés: Resolution Point) es un cabo ubicado en el extremo noreste de la isla Cook de las islas Tule del Sur en las islas Sandwich del Sur. Se halla enfrentado a la isla de Bellingshausen, en aguas del canal Mauricio.

## Historia
Fue cartografiada en 1930 por personal británico del RRS Discovery II durante la expedición Investigaciones Discovery en referencia al HMS Resolution de la expedición de James Cook, que descubrió la isla. Posteriormente, en 1956 el topónimo fue traducido al castellano como «Resolución».
La isla nunca fue habitada ni ocupada, y como el resto de las Sandwich del Sur es reclamada por el Reino Unido que la hace parte del territorio británico de ultramar de las Islas Georgias del Sur y Sandwich del Sur, y la República Argentina, que la hace parte del departamento Islas del Atlántico Sur dentro de la provincia de Tierra del Fuego, Antártida e Islas del Atlántico Sur.